# جان کریزانک
جان کریزانک (انگلیسی: John Krizanc؛ زادهٔ ۱۹۶۵ میلادی) یک فیلم‌نامه‌نویس و نمایشنامه‌نویس اهل کانادا است که با اثر غیرخطی خود تامارا  شهرت بین‌المللی پیدا کرد.
از فیلم‌ها یا مجموعه‌های تلویزیونی که وی در آن‌ها نقش داشته‌است، می‌توان به عامل نفوذی و به‌سوی جنوب اشاره نمود.